# Cẩm Yên, Cẩm Thủy
Cẩm Yên là một xã thuộc huyện Cẩm Thủy, tỉnh Thanh Hóa, Việt Nam.

## Địa giới hành chính
Xã Cẩm Yên nằm ở phía nam của huyện Cẩm Thủy, thuộc hữu ngạn sông Mã.
- Phía bắc giáp các thị trấn Phong Sơn và xã Cẩm Ngọc, huyện Cẩm Thủy.
- Phía đông giáp các xã Cẩm Ngọc và Cẩm Tân (ranh giới tự nhiên là sông Mã), huyện Cẩm Thủy.
- Phía nam giáp các xã Cẩm Vân và Cẩm Tâm, huyện Cẩm Thủy.
- Phía tây giáp xã Cẩm Châu, huyện Cẩm Thủy.

## Hành chính
Xã Cẩm Yên được thành lập năm 1964 trên cơ sở chia tách từ xã Cẩm Vân và xã Cẩm Ngọc. Xã Cẩm Yên sau khi chia tách gồm có 5 xóm: Yên Duyệt, Vô Kỵ 1, Vô Kỵ 2, Ruộng và Đồng Trâm,() trong đó xóm Ruộng được chuyển từ xã Cẩm Ngọc sang.xã cẩm yên huyện cẩm thủy hiện giờ theo tên địa danh gồm 8 làng, làng Cò, làng Ruộng, làng Lở, làng Ngọc, Làng Lụt, làng Trâm, Làng Kẹ, Làng Mới.còn theo tên hành chính mới UBND xã Cẩm yên chia tên gọi theo các thôn, từ thôn 100 đến thôn 106 là từ làng Cò cho đến hết làng Trâm, xã Cẩm yên nằm theo dọc sông Mã địa hình hiểm trở.
```
phía Bắc giáp xã Cẩm Sơn, Cẩm Ngọc,huyện Cẩm Thủy.
phía Đông giáp xã Cẩm Tân,cẩm Ngọc, huyện cẩm Thủy.
phía Nam giáp xã Cẩm Vân, huyện Cẩm Thủy.
phía Tây giáp xã Cẩm Châu,Cẩm Tâm, huyện Cẩm Thủy.
```